# 基洛夫 (基洛夫州)
基洛夫（羅馬化：Kirov）是俄羅斯基洛夫州的首府，2002年人口為457,578人。
原名維亞特卡（Вятка）來自流經該市的維亞特卡河。始建於1374年，1934年改名以紀念布爾什維克領袖之一，謝爾蓋·基洛夫。

## 友好城市
- 波蘭馬佐夫舍省謝德爾采